# Silver League FIAF 1995
La Silver League FIAF 1995 è stata la dodicesima edizione del secondo livello del campionato italiano di football americano (prima con la denominazione Silver League); è stato organizzato dalla Federazione Italiana American Football.

## Regular season

### Classifica

#### Girone A
| Pos. | Squadra           | %V    | G | V | N | P | PF  | PS  |
| ---- | ----------------- | ----- | - | - | - | - | --- | --- |
| 1    | Aquile Ferrara    | 1.000 | 8 | 8 | 0 | 0 | 215 | 58  |
| 2    | Islanders Venezia | .688  | 8 | 5 | 1 | 2 | 144 | 80  |
| 3    | Stars Trieste     | .438  | 8 | 3 | 1 | 4 | 42  | 91  |
| 4    | Redskins Verona   | .375  | 8 | 3 | 0 | 5 | 75  | 96  |
| 5    | Jets Bolzano      | .375  | 8 | 3 | 0 | 5 | 38  | 101 |
| 6    | Vipers Modena     | .125  | 8 | 1 | 0 | 7 | 44  | 132 |

#### Girone B
| Pos. | Squadra                   | %V   | G | V | N | P | PF  | PS  |
| ---- | ------------------------- | ---- | - | - | - | - | --- | --- |
| 1    | Nightmare Piacenza        | .786 | 7 | 5 | 1 | 1 | 118 | 39  |
| 2    | Lumberjacks Fiuggi        | .750 | 6 | 4 | 1 | 1 | 94  | 28  |
| 3    | Condor Grosseto           | .500 | 6 | 3 | 0 | 3 | 93  | 56  |
| 4    | Squali Golfo del Tigullio | .333 | 6 | 2 | 0 | 4 | 42  | 93  |
| 5    | Black Knights Rho         | .143 | 7 | 1 | 0 | 6 | 20  | 151 |
| 6    | Ribelli Napoli            | -    | - | - | - | - | -   | -   |

#### Girone C
| Pos. | Squadra            | %V    | G | V | N | P | PF  | PS  |
| ---- | ------------------ | ----- | - | - | - | - | --- | --- |
| 1    | Cardinals Palermo  | 1.000 | 8 | 8 | 0 | 0 | 110 | 36  |
| 2    | Elephants Catania  | .875  | 8 | 7 | 0 | 1 | 275 | 26  |
| 3    | Crusaders Cagliari | .438  | 8 | 3 | 1 | 4 | 57  | 102 |
| 4    | Blackstars Palermo | .375  | 8 | 2 | 2 | 4 | 58  | 88  |
| 5    | Achei Crotone      | .250  | 8 | 1 | 2 | 5 | 42  | 128 |
| 6    | Red Eagles CZ      | .063  | 8 | 0 | 1 | 7 | 16  | 178 |

## Playoff
|  | Quarti di finale | Quarti di finale          | Quarti di finale  |                |                   | Semifinali         | Semifinali | Semifinali |  |  | VII SilverBowl | VII SilverBowl     | VII SilverBowl |
|  |                  |                           |                   |                |                   |                    |            |            |  |  |                |                    |                |
|  | 2B               | Lumberjacks Fiuggi        | 20                |                |                   |                    |            |            |  |  |                |                    |                |
|  | 1B               | Nightmare Piacenza        | 14                |                |                   |                    |            |            |  |  |                |                    |                |
|  | 1B               | Nightmare Piacenza        | 14                |                | 2B                | Lumberjacks Fiuggi | 12         |            |  |  |                |                    |                |
|  |                  |                           |                   |                | 2B                | Lumberjacks Fiuggi | 12         |            |  |  |                |                    |                |
|  |                  | 1C                        | Cardinals Palermo | 7              |                   |                    |            |            |  |  |                |                    |                |
|  | 1C               | 1C                        | Cardinals Palermo | 7              | Cardinals Palermo | 8                  |            |            |  |  |                |                    |                |
|  | 1C               |                           |                   |                | Cardinals Palermo | 8                  |            |            |  |  |                |                    |                |
|  | 3B               | Condor Grosseto           | 0 dgs             |                |                   |                    |            |            |  |  |                |                    |                |
|  |                  |                           |                   |                |                   |                    |            |            |  |  | 2B             | Lumberjacks Fiuggi | 8              |
|  |                  |                           | 1A                | Aquile Ferrara | 34                |                    |            |            |  |  |                |                    |                |
|  | 1A               | Aquile Ferrara            | 33                |                |                   |                    |            |            |  |  |                |                    |                |
|  | 4B               | Squali Golfo del Tigullio | 0                 |                |                   |                    |            |            |  |  |                |                    |                |
|  | 4B               | Squali Golfo del Tigullio | 0                 |                | 1A                | Aquile Ferrara     | 7          |            |  |  |                |                    |                |
|  |                  |                           |                   |                | 1A                | Aquile Ferrara     | 7          |            |  |  |                |                    |                |
|  |                  | 2A                        | Islanders Venezia | 0              |                   |                    |            |            |  |  |                |                    |                |
|  | 2C               | 2A                        | Islanders Venezia | 0              | Elephants Catania | 0                  |            |            |  |  |                |                    |                |
|  | 2C               |                           |                   |                | Elephants Catania | 0                  |            |            |  |  |                |                    |                |
|  | 2A               | Islanders Venezia         | 6                 |                |                   |                    |            |            |  |  |                |                    |                |

### VII SilverBowl
Il VII SilverBowl si è disputato a Ferrara. L'incontro è stato vinto dalle Aquile Ferrara sui Lumberjacks Fiuggi con il risultato di 34 a 8.

## Verdetti
- Aquile Ferrara vincitori del SilverBowl VII, ammessi ai quarti di finale del Superbowl e promossi in serie A1.
- Lumberjacks Fiuggi ammessi ai quarti di finale del Superbowl.